# Irawati Karve

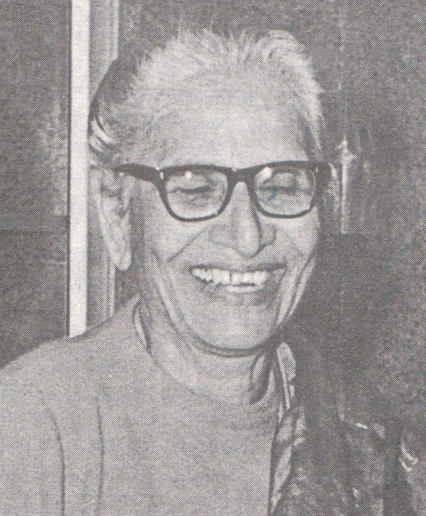
Irawati Karve

Irawati Karve  (* 15. Dezember 1905 in Myanmar; † 11. August 1970) war eine indische Anthropologin, Soziologin, Autorin und Hochschullehrerin. Sie gründete die Abteilung für Anthropologie an der damaligen Poona University.

## Leben und Werk

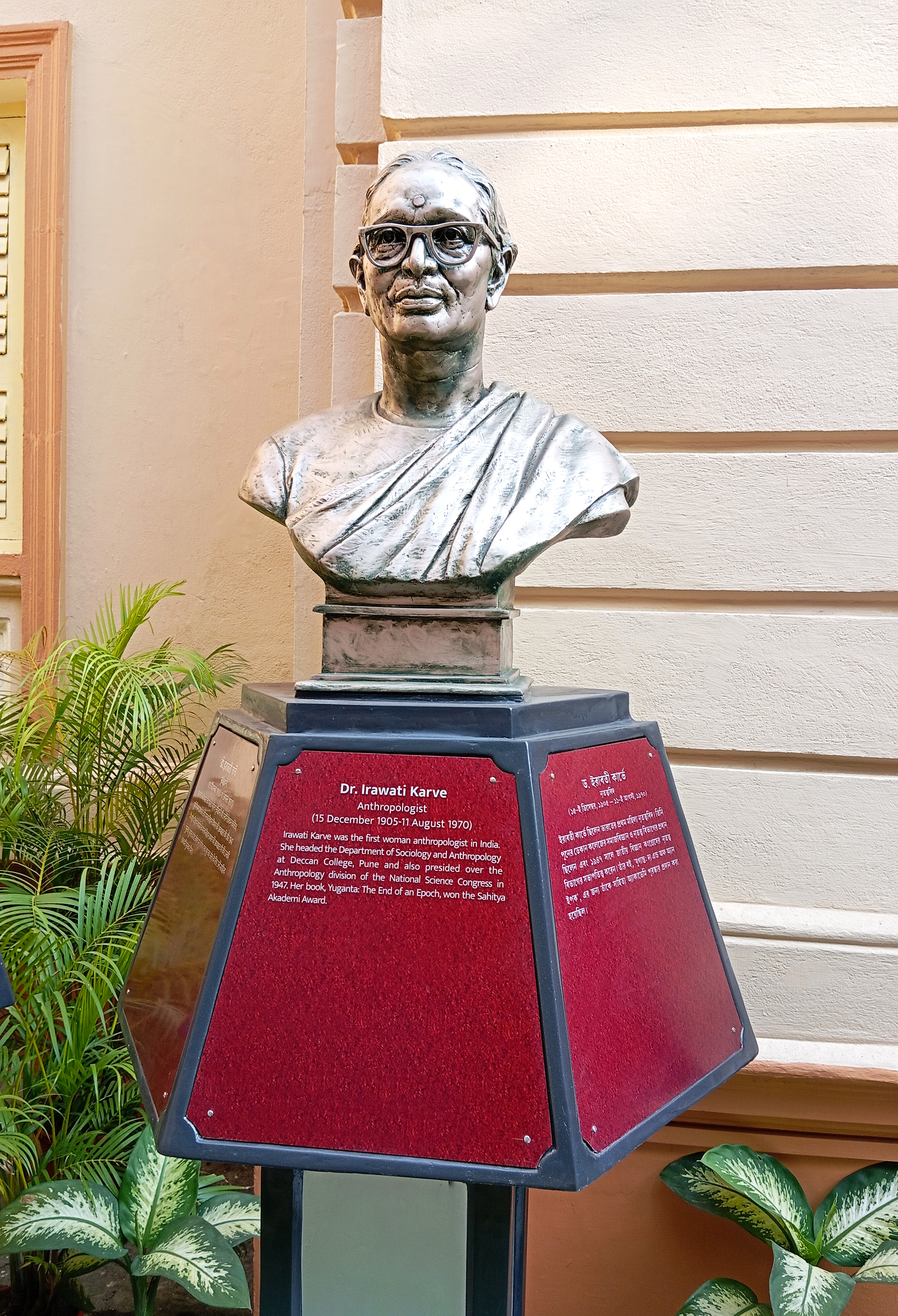
Statue von Irawati Karve, Birla Industrial & Technological Museum, Kalkutta, Westbengalen, Indien.

Karve wurde in eine wohlhabende Familie der Chitpavan Brahmanen als Tochter von Ganesh Hari Karmarkar geboren, der für die Burma Cotton Company arbeitete. Sie wurde nach dem Fluss Irawaddy benannt. Sie besuchte das Mädcheninternat Huzurpaga in Pune und studierte anschließend Philosophie am Fergusson College, das sie 1926 mit einem Bachelor of Arts in Philosophie abschloss. Anschließend erhielt sie ein Dakshina-Stipendium für ein Soziologiestudium bei G. S. Ghurye an der University of Mumbai und erwarb 1928 einen Master-Abschluss.
Sie heiratete 1926 den Pädagogen und Direktor des Fergusson College Dinkar Dhondo Karve. Ihr Schwiegervater Dhondo Keshav Karve hatte die SNDT-Frauenuniversität in Bombay gegründet, die die erste Frauenuniversität in Indien war.
1928 studierte sie mit einem Darlehen bei Eugene Fischer am Kaiser-Wilhelm-Institut für Anthropologie, menschliche Erblehre und Eugenik in Berlin-Dahlem, promovierte dort 1930 und kehrte dann zu ihrem Ehemann nach Indien zurück. Sie arbeitete von 1931 bis 1936 als Administratorin an der SNDT Women’s University in Bombay. 1939 unterrichtete sie bis zum Ende ihrer Berufstätigkeit am Deccan College in Pune.
Sie gründete und war viele Jahre Leiterin der Abteilung für Soziologie und Anthropologie am Deccan College in Pune (heute Savitribai Phule Pune University). 1947 leitete sie die Anthropologie - Abteilung des National Science Congress in Neu-Delhi.
Sie war einige Zeit Vizekanzlerin des SNDT College. 1951 wurde sie von der School of Oriental and African Studies der University of London in England eingeladen, wo sie den ersten Entwurf des Buches über die Verwandtschaftsorganisation in Indien vorbereitete. Sie wurde auch von der Humanities Division der Rockefeller-Stiftung der Vereinigten Staaten eingeladen und reiste von New York nach San Francisco, um Kollegen zu treffen und mit ihnen über Anthropologie zu sprechen.
1968 erhielt sie den Sahitya Akademi Award für ihr Buch  Yugant .

## Veröffentlichungen (Auswahl)
- Yuganta: The End of an Epoch, 2006
- Kinship Organization in India, 1990, ISBN 978-81-215-0504-8
- Gangaajal (Marathi), Generic; 2011th edition, 2015
- Bhowara, Deshmukh and Company Publishers Pvt Ltd; 5th Edition, 1960
- Yugant, Deshmukh and Company Publishers Pvt Ltd; 16th Edition, 1967
- Racial Problems In Asia, 2018, ISBN 978-1-378-17652-8